# The Wonder of You
Clip vidéo
[vidéo] « The Wonder of You (audio) », sur YouTube
The Wonder of You est une chanson, dont l'interprétation la plus célèbre est celle d'Elvis Presley, sortie en single sur le label RCA Victor en 1970.
Elle était l'une des trente-cinq chansons qu'Elvis interprétait régulièrement en concert.

## Composition
La chanson a été écrite par Baker Knight.

## Histoire
La chanson a été originellement enregistrée par Ray Peterson. Enregistrée par lui le 23 mars 1959, elle sort en single en avril de la même année.